# المراقبة الجماعية في جنوب أفريقيا
في عام 2019، أفيد أن جمهورية جنوب أفريقيا قد اعترفت بأنها تقوم بمراقبة جماعية لحركة المرور على الإنترنت من خلال اعتراض الإشارات على الكابلات البحرية منذ عام 2008.  وقد ظهرت هذه المعلومات من خلال شهادة خطية حكومية في قضية قانونية رفعتها مجموعة الحقوق المدنية (أماباهونجان) التي طعنت في قانون تنظيم اعتراض الاتصالات لعام 2002 وقانون الأمن القومي لعام 1994 .